# Kožlje
Kožlje su naselje u općini Ilijaš, Federacija Bosne i Hercegovine, BiH.

## Stanovništvo
Nacionalni sastav stanovništva 1991. godine, bio je sljedeći:
ukupno: 51
- Hrvati - 51